# Brauerei Spezial

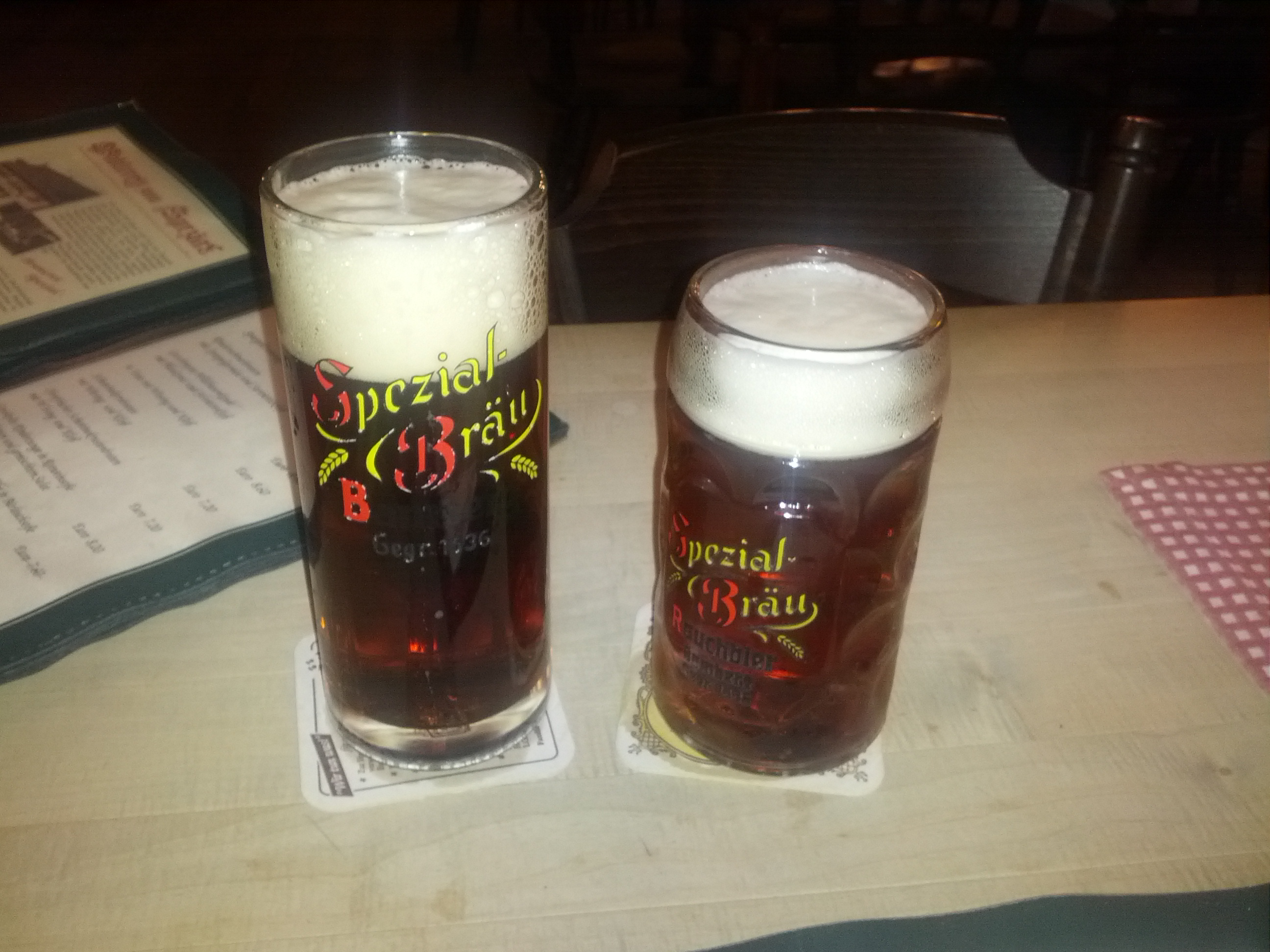
Bier der Brauerei

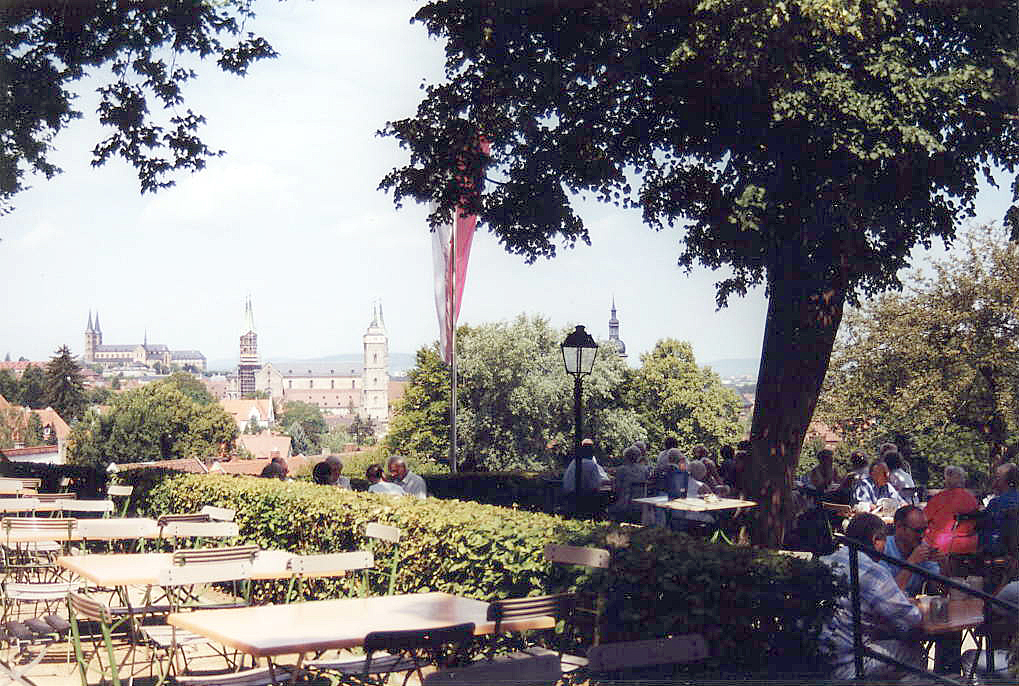
Spezial-Keller in Bamberg im Sommer 2004

Die Brauerei Spezial ist eine traditionelle Braustätte in Bamberg. In handwerklicher Tradition wird hier Rauchbier gebraut. Der Ausstoß pro Jahr liegt bei etwa 6.000 Hektolitern.
Als Begründer der Braustätte gilt Linhard Großkopf, der bereits im Jahr 1536 Bier ansetzte. Er entstammte einer bekannten Bamberger Brauerfamilie und war gelernter Büttner. Die enge Beziehung zwischen dem Büttner- und Brauhandwerk tritt auch in der späteren Besitzerfolge immer wieder zutage. Der Name der Brauerei taucht erstmals in Verbindung mit dem späteren Eigentümer Niklas Delscher auf, der „Spicial genannt, eyn Bräuer und auch Büttner gewesten ist“. Seit Oktober 1898 befindet sich das Brauereianwesen im Besitz der Familie Merz. Zur Kühlung des frisch angesetzten Bieres erwarb Braumeister Georg Ott im Jahr 1830 eine Kelleranlage auf dem Oberen Stephansberg. Ein auf dem Grundstück befindlicher Eisgalgen ermöglichte im Winter die Erzeugung von Eis, das zur zusätzlichen Kühlung in die Stollen verfrachtet wurde. Dieser Galgen wurde bis in die 1960er-Jahre benutzt. Wie auch bei anderen Brauereien üblich wurde der Garten über der Kelleranlage im Sommer als Biergarten genutzt. 
Gebraut werden fünf verschiedene Biersorten: Neben dem Lagerbier werden ein Märzenbier, ein Weißbier und seit 2006 auch ein Ungespundetes gebraut. Zwischen Ende Oktober und Neujahr wird außerdem ein Starkbier mit einer Stammwürze von knapp 17 % ausgeschenkt. Mit Ausnahme des Ungespundeten werden alle Biersorten mit Rauchmalz (aus oberfränkischer Braugerste aus kontrolliert biologischem Anbau) hergestellt, das dem Bier den charakteristischen Rauchgeschmack verleiht.